# Casanova (Haute-Corse)
Pour les articles homonymes, voir Casanova (homonymie).
Casanova est une commune française située dans la circonscription départementale de la Haute-Corse et le territoire de la collectivité de Corse. On la nomme fréquemment Casanova-di-Venaco. Le village appartient à l'ancienne piève de Venaco.

## Géographie
Casanova est un village de la montagne corse : son terroir est étagé entre un peu plus de 500m. (au Pianu, au pied du vieux village) et près de 2400m. (à la Punta Lattinicia, près du Monte Cardo). Les habitations sont situées entre 600 et 700 m.
Casanova est situé au Centre de l’île ; c’est sur son territoire qu’on est le plus loin de la mer (35 km !) ; il est à mi-chemin d’Ajaccio et de Bastia (75 km) et traversé par la Route Territoriale 20 (ex RN 193) qui relie les deux villes (c’est d’ailleurs pour cette raison que la région a fait ériger sur la commune Casanova, en bordure de la grande route, la stèle aux soldats du feu).
C’est le village le plus proche de Corté. Casanova fait partie du canton et de la communauté de communes de Centru di Corsica (Centre de la Corse), constitués de l’ancien canton de Venaco et de la commune de Corté. Il est inclus dans le Parc Régional depuis sa création ; il est traversé par plusieurs sentiers du patrimoine.
La commune est au contact de la Corse granitique à l’Ouest, et de la Corse schisteuse à l’Est. Entre les deux, la couche géologique principale est constituée des poudingues de Venaco. Cette caractéristique, ainsi qu’une pluviosité assez forte, expliquent que l’eau y soit plus abondante qu’ailleurs : 4 rivières (affluentes du Tavignanu), plusieurs fontaines, irrigation assez facile… C’est pourquoi, en plus des châtaigniers, présents comme dans toute l’île, on trouve aussi de nombreux noyers.

## Urbanisme

### Typologie
Au 1er janvier 2024, Casanova est catégorisée commune rurale à habitat dispersé, selon la nouvelle grille communale de densité à sept niveaux définie par l'Insee en 2022.
Elle est située hors unité urbaine. Par ailleurs la commune fait partie de l'aire d'attraction de Corte, dont elle est une commune de la couronne,. Cette aire, qui regroupe 34 communes, est catégorisée dans les aires de moins de 50 000 habitants,.

### Occupation des sols
L'occupation des sols de la commune, telle qu'elle ressort de la base de données européenne d’occupation biophysique des sols Corine Land Cover (CLC), est marquée par l'importance des forêts et milieux semi-naturels (96,5 % en 2018), une proportion sensiblement équivalente à celle de 1990 (96,4 %). La répartition détaillée en 2018 est la suivante : 
milieux à végétation arbustive et/ou herbacée (42,2 %), forêts (30,1 %), espaces ouverts, sans ou avec peu de végétation (24,2 %), zones urbanisées (3,3 %), zones agricoles hétérogènes (0,3 %). L'évolution de l’occupation des sols de la commune et de ses infrastructures peut être observée sur les différentes représentations cartographiques du territoire : la carte de Cassini (XVIIIe siècle), la carte d'état-major (1820-1866) et les cartes ou photos aériennes de l'IGN pour la période actuelle (1950 à aujourd'hui).

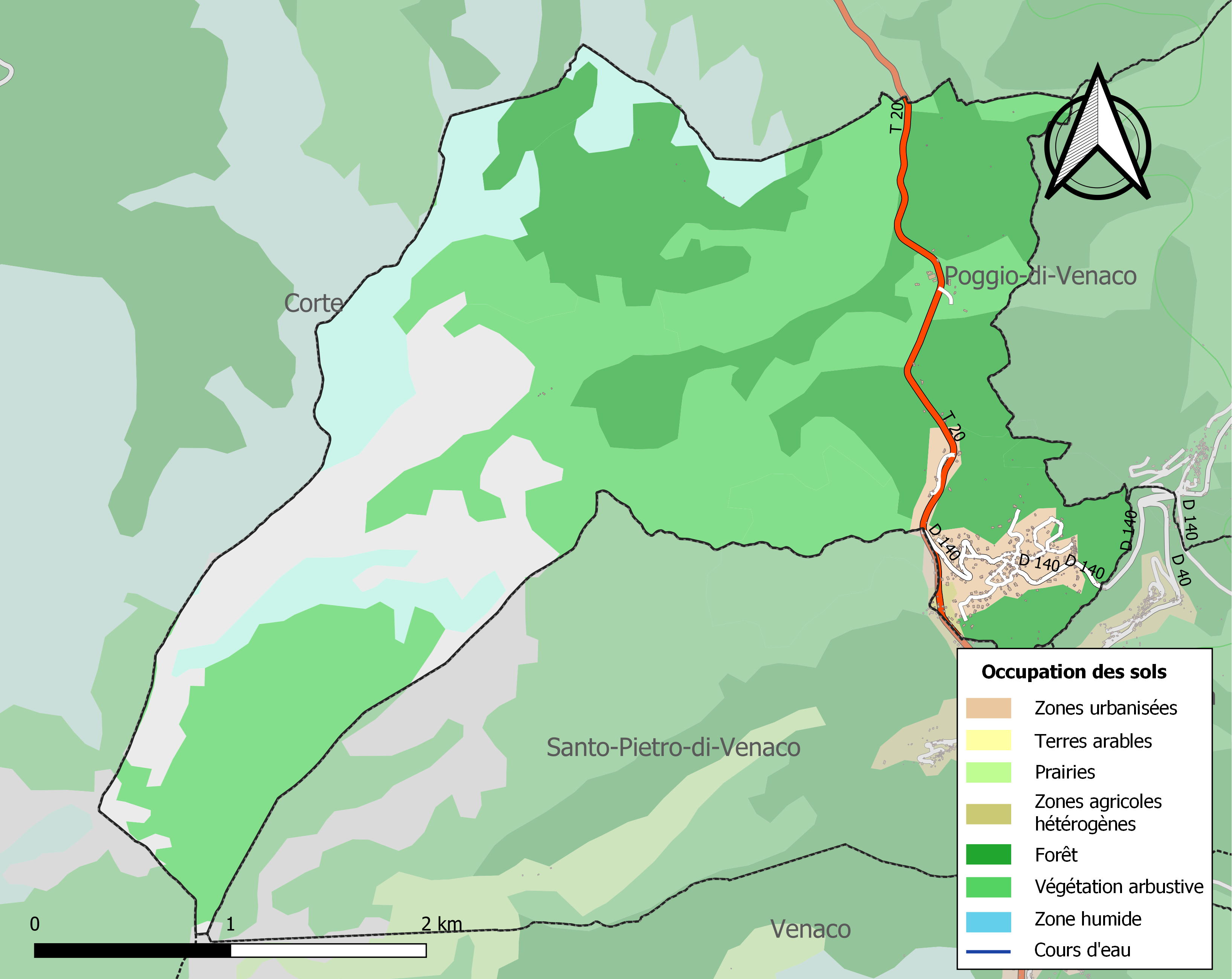
Carte des infrastructures et de l'occupation des sols de la commune en 2018 (CLC).

## Histoire
XVIIIe et XIXe siècles.
Casanova est un village assez récent. Ce fut d’abord un simple hameau de Riventosa. Hameau vraisemblablement créé par une famille Casanova, qui lui aurait donné son nom (le patronyme Casanova est d’ailleurs resté majoritaire jusque dans les années 1980). Casanova prend peu à peu son autonomie au cours du XVIIIe siècle ; l’indépendance communale est complètement acquise à la Révolution. A cette époque, le personnage le plus remarquable est Jean-Thomas Chiarelli, d’abord paoliste puis acteur de la mise en place de la nouvelle société issue de la Révolution (par exemple, il préside, à Corté la commission de vente des biens nationaux).
C’est la partie montagnarde de Riventosa qui constitue Casanova : pour les cultivateurs, c’est une des prese (les soles de l’assolement biennal méditerranéen classique), la presa muntaniola (montagnarde) ; pour les bergers, c’est la zone de transhumance estivale. Ceci explique qu’historiquement, les plus gros propriétaires privés de Casanova soient Riventosains, tandis que les familles casanovaises possèdent des propriétés dans la presa fiuminale de Riventosa (du village à la vallée du Tavignanu).
Ceci explique également que les biens communaux aient été très étendus, des abords même du vieux village jusqu’en haut de la montagne, zone des pâturages d’estive. A l’Ouest et au-dessus de la rivière du Tovu, les communaux étaient propriété indivise entre les communes de Casanova et Riventosa, à qui l’autonomie de Casanova a enlevé ses pacages montagnards ; Il y a même, au-dessus des bergeries des Carlane et jusqu’à la Punta Lattinicia, un secteur propriété pour la moitié de la commune de Poggio di Venaco, la plus ancienne du secteur, pour le quart de Riventosa et pour le quart de Casanova.
Les terrains communaux s’étendent aussi (encore aujourd’hui) tout près du vieux village, dans le secteur du Valdo Lentighine ; une bonne partie de ce secteur est planté de noyers ; la coutume veut que les planteurs soient prioritaires au moment de la récolte ; cette coutume est en train de tomber en désuétude, car presque plus personne ne gaule les noix.1
A Casanova, le XIXe siècle est marqué par la rivalité entre éleveurs et cultivateurs, groupes sociaux de force électorale à peu près égale. Les cultivateurs s’efforcent de cultiver et clôturer des terrains communaux, comptant sur la prescription trentenaire pour les privatiser. Et les éleveurs, quand ils conquièrent le pouvoir communal, prennent des arrêtés municipaux de destruction des clôtures pour faciliter la vaine pâture. Aussi, les biens communaux perdurent –ils sur une grosse partie du terroir jusque dans les années 1960.
Il y a aussi des rivalités, classiques, entre cultivateurs, pour les « tours d’eau ». Parfois celles-ci prennent un caractère tragique, comme lors du meurtre d’un curé dans des circonstances troubles ; ce qui vaut au village d’être excommunié jusqu’en 1919.
A la fin du XIXe siècle commence à se développer, à côté du vieux village, perché sur une crête courte et étroite, un autre hameau, bien plus desserré, Casesuprane (« les maisons situées plus haut »).
XXe et début du XXIe siècle.
La guerre de 1914-1918 touche sévèrement le village. Il y avait moins de 300 habitants, soit entre 60 et 70 hommes mobilisables. Il y a 16 noms sur le monument aux morts, soit environ un homme sur quatre.
Cette crise démographique accélère l’exode rural, qui touche Casanova comme toutes les communautés montagnardes de l’île. Ses enfants partent vers les villes corses, Paris, les colonies (Indochine, Afrique du Nord) … Vers 1960, le village ne compte plus que 130 habitants.
La Seconde guerre mondiale, l’occupation italienne, la Résistance et la Libération de 1943 teintent le village d’une forte coloration communiste.
Dans les années 1970, le maire, Jean Perfettini (maire de 1972 à 1983), décide de vendre à bas prix une partie des terrains communaux (après entente avec Riventosa), afin d’organiser un lotissement au-dessus de Casesuprane en direction de la Route Nationale, pour loger les habitants de Casanova et des villages voisins de la Sarra di Venaco (Poggio di Venaco, Riventosa et Santo Pietro di Venaco), très à l’étroit dans leurs villages perchés et demandeurs d’habitations à des prix raisonnables.
Son successeur, Paul Perfettini (maire de 1983 à 2000), dote la commune d’une zone artisanale, continue à agrandir le lotissement, qui s’étend jusqu’à la Route Nationale, et construit deux petits immeubles HLM ; le public visé est plus large : il s’ouvre maintenant à des gens travaillant à Corté (à 7 Km) et cherchant un hébergement pas trop cher. Dans le même temps, des maisons se construisent sur terrain privé, à Vignale sur la route de Ajaccio – Bastia, vers Corté.
Thierry Cambon (maire depuis 2000) a continué dans le même sens. Il a aussi rénové l’espace public du vieux village (pavage en pierres, rénovation du réseau d’eau potable, rénovation du lavoir et de la fontaine, enfouissement des lignes électriques…).
Aujourd’hui, Casanova, longtemps le plus petit village de la Sarra, est le plus peuplé : 350 habitants environ : il a triplé en 50 ans.

## Les activités
L’activité des habitants a beaucoup évolué. La majorité travaille maintenant à Corté. C’est donc devenu partiellement une grande-banlieue-dortoir. La commune abrite par ailleurs les réserves du Musée de la Corse de Corté. Casanova fait partie des périphéries suburbaines, ou rurbaines.
En 2019, dans le village, il n’y a plus de cultivateurs (comme activité principale) depuis 60 ans. Il reste 4 éleveurs : 1 berger qui fait pratiquer à ses brebis la petite transhumance : trois saisons sur le Fiuminale de Poggio di Venaco, et l’été sur les terrains autour du vieux village ; un autre berger, traditionnel mais non transhumant, à Piedivozio ; un éleveur de bovins, également à Piedivozio ; et un éleveur de caprins à Taola (les 3 derniers sont le long de la RT 20, en direction de Corté). Il y a en 2019 plusieurs artisans : bâtiment et travaux publics surtout, services divers (réparation automobile, élagage…), pizzeria, charcuterie…
Nombreux sont les villageois qui louent, dans leurs maisons ou des bâtiments agricoles réhabilités, avec trois formes de location : à l’année pour des familles travaillant à Corté ; à l’année universitaire pour des étudiants de l’Université ; à la semaine ou à la journée en saison pour des touristes ou des personnes liées au village mais n’ayant plus de point de chute suffisant.
Enfin, signe des temps, l’activité la plus importante est une entreprise de l’économie sociale et solidaire (association) s’occupant d’aide à la personne (personnes âgées surtout). Elle rayonne sur toute la Haute Corse et emploie près de 350 personnes. Son siège social a été transféré à Corté, mais la plupart des cadres sont toujours à Casanova.
En 150 ans, le centre de gravité démographique de la commune a glissé vers l’Ouest : du vieux village vers Casesuprane, et maintenant dans le lotissement au-dessus de la rivière de Tovu et de la fontaine de la Pastricciana. Mais le cœur battant de la commune reste entre le vieux village et Casesuprane, autour de la fontaine du Nocetu, où se trouvent le foyer communal, le boulodrome et le terrain de jeux pour les enfants, et où a lieu depuis plus de 50 ans la célèbre fête du 5 août.
1. Sur le rôle des terrains communaux, voir « Pieve e paesi – communautés rurales corses «, ouvrage collectif, CNRS 1974.

## Toponymie
En corse la commune se nomme A Casanova di Vènacu.

## Politique et administration
| Période                                  | Période   | Identité               | Étiquette | Qualité                      |
| ---------------------------------------- | --------- | ---------------------- | --------- | ---------------------------- |
| avant 1981                               |           | Jean Thomas Perfettini | PCF       |                              |
| mars 1989                                | mars 2001 | Paul Perfettini        | PCF       | Conseiller régional de Corse |
| mars 2001                                | En cours  | Thierry Cambon         |           | Fonctionnaire                |
| Les données manquantes sont à compléter. |           |                        |           |                              |

## Démographie
L'évolution du nombre d'habitants est connue à travers les recensements de la population effectués dans la commune depuis 1800. Pour les communes de moins de 10 000 habitants, une enquête de recensement portant sur toute la population est réalisée tous les cinq ans, les populations de référence des années intermédiaires étant quant à elles estimées par interpolation ou extrapolation. Pour la commune, le premier recensement exhaustif entrant dans le cadre du nouveau dispositif a été réalisé en 2006.

En 2022, la commune comptait 375 habitants, en évolution de −0,79 % par rapport à 2016 (Haute-Corse : +5,15 %, France hors Mayotte : +2,11 %).
| 1800 | 1806 | 1821 | 1831 | 1836 | 1841 | 1846 | 1851 | 1856 |
| ---- | ---- | ---- | ---- | ---- | ---- | ---- | ---- | ---- |
| 179  | 188  | 207  | 231  | 211  | 226  | 233  | 212  | 179  |

| 1861 | 1866 | 1872 | 1876 | 1881 | 1886 | 1891 | 1896 | 1901 |
| ---- | ---- | ---- | ---- | ---- | ---- | ---- | ---- | ---- |
| 222  | 254  | 245  | 249  | 232  | 230  | 241  | 202  | 245  |

| 1906 | 1911 | 1921 | 1926 | 1931 | 1936 | 1946 | 1954 | 1962 |
| ---- | ---- | ---- | ---- | ---- | ---- | ---- | ---- | ---- |
| 247  | 291  | 263  | 255  | 229  | 219  | 201  | 184  | 128  |

| 1968 | 1975 | 1982 | 1990 | 1999 | 2006 | 2011 | 2016 | 2021 |
| ---- | ---- | ---- | ---- | ---- | ---- | ---- | ---- | ---- |
| 121  | 125  | 128  | 195  | 264  | 304  | 347  | 378  | 385  |

| 2022 | - | - | - | - | - | - | - | - |
| ---- | - | - | - | - | - | - | - | - |
| 375  | - | - | - | - | - | - | - | - |

## Personnalités liées à la commune
Paul Perfettini (PCF), très apprécié de ses concitoyens, fut maire du village pendant 12 ans, décédé.

## Lieux et monuments
- Le Lavoir et sa source qui est un lieu emblématique du village. Autrefois les femmes venaient y laver le linge familial, quand l'eau courante n'existait pas dans les maisons.
- La petite place à l'ombre située juste devant ce lavoir sert de terrain de boules à la belle saison. Les parties sont interminables et finissent tard dans la soirée grâce à l'éclairage public.
- La place de l'église accueille tous les ans le 5 août, la cérémonie pour honorer la fête de Sainte-Marie-des-Glaces qui est la patronne du village.
- Église Sainte-Marie dite aussi Sainte-Marie-des-Neiges de Casanova.